# La Loma, Lerma
La Loma är en ort i kommunen Lerma i delstaten Mexiko i Mexiko. Samhället hade 303 invånare vid folkräkningen år 2020.